# Ищван (Славония)
Стефан или Ищван (на унгарски: István; на немски: Stephan, * 26 декември 1332, † 9 август 1354) от Анжуйската династия е принц от Унгария-Хърватия и щатхалтер на Трансилвания, Славония, Далмация и Хърватия 
Той е най-малкият от петте синове na крал Карл I Анжуйски от Унгария (упр. 1312-1342) и третата му съпруга принцеса Елизабет от Полша (1305–1380), дъщеря на полския крал Владислав I. Той е по-малък брат на Лайош I и Андраш, съпругът на кралица Джована I от Неапол.
Като регент на Спиш и Шариш през 1349 г. той образува своя двор. По-късно е номиниран за регент на Трансилвания, 1351 г. за регент на Хърватия и Далмация. През 1353 г. той става херцог на Славония.  След една година той умира. В началото се разрешава на син му да поеме собствеността на баща си, но през 1353 г. това решение е променено. 

## Фамилия
През януари 1350 г. Стефан се жени за принцеса Маргарета Баварска (1325–сл. 1358), дъщеря на император Лудвиг IV (упр. 1328–1347) и втората му съпруга Маргарета I Холандска.  Двамата имат две деца:
- Елизабет (* 1352, † пр. 1380), ∞ Филип II (* 1329, † 1374) от Таранто (Анжуйска династия)
- Йохан (* 1354, † 1363), който на 24 юни 1355 г. е определен за наследник на чичо му Казимир III от Полша, но умира преди него.